# Fablehaven
Fablehaven est une série de livres de fantasy écrite par Brandon Mull pour la jeunesse, best-seller selon The New York Times.
La série raconte l'histoire de Kendra, treize ans et de Seth, onze ans qui partent en vacances chez leurs grands-parents et découvrent que leur grand père est le gardien d'une réserve appelée Fablehaven. De nombreuses créatures fantastiques et maléfiques y logent. Les deux adolescents seront rapidement impliqués dans le combat contre la Société de l'Étoile du Soir qui a pour objectif d'ouvrir Zzyzx, la prison des démons, et de pouvoir ainsi contrôler le monde. Pour l'empêcher d'arriver à ses fins et pour protéger les créatures magiques, Seth et Kendra reçoivent l'aide de nombreux personnages, qui arrivent tout au long de la saga.

## Liste des tomes
1. Le Sanctuaire secret, 2009 ((en) Fablehaven, 2006)
2. La Menace de l'étoile du soir, 2010 ((en) Rise of the Evening Star, 2007)
3. Le Fléau de l'ombre, 2010 ((en) Grip of the Shadow Plague, 2008)
4. Le Temple des dragons, 2011 ((en) Secrets of the Dragon Sanctuary, 2009)
5. La Prison des démons, 2011 ((en) Keys to the Demon Prison, 2010)

## Résumés

### Le Sanctuaire secret
À la suite de la mort de leurs grands-parents maternels, Kendra et Seth doivent partir quelque temps chez leurs grands-parents paternels, Stan et Ruth. Peu après leur arrivée là-bas, ils découvrent un lieu enchanté, dont leur grand-père est le gardien, peuplé de créatures féeriques, mais aussi de terribles dangers. Ils devront alors empêcher une sorcière et un démon surpuissant de détruire le sanctuaire nommé Fablehaven.

### La Menace de l'étoile du soir
Kendra et Seth rencontrent Errol, un soi-disant ami de leurs grands-parents qui leur donne une mission. Mais en réalité, Errol est un partisan de l'Étoile du soir, une organisation dont le but est de libérer les démons de la prison Zzyxz pour contrôler un monde de chaos. Et Seth a libéré un terrible démon, Olloch le glouton, qui devra le poursuivre jusqu'à l'avoir mangé. Pour être en sécurité, les deux enfants retournent à Fablehaven où ils rencontrent trois Chevaliers de l'aube, Vanessa, Coulter et Tanugatoa (Tanu). Une quête pour trouver un artefact, clé de la prison des démons, commence alors pour empêcher l'Étoile du soir de mettre la main dessus avant eux. Mais un traître pourrait se trouver parmi leurs alliés…

### Le Fléau de l'ombre
Kendra rejoint les rangs des Chevaliers de l'aube et part en mission avec eux à la Mesa perdue, une autre réserve magique, où ils doivent récupérer un autre artéfact. De son côté à Fablehaven, Seth et ses amis les satyres Newel et Doren découvrent que les brins-de-lutins, êtres habituellement pacifiques, sont en guerre. Les habitants du sanctuaire enquêtent alors sur la source d'un mystérieux fléau qui transforment les créatures magiques en êtres maléfiques. Arriveront-ils à sauver le sanctuaire à temps ?

### Le Temple Des Dragons
Si la société de l'Étoile du Soir s'empare des artefacts cachés à travers le monde, elle plongera l'humanité dans le chaos. Les gardiens de Fablehaven, refuge de créatures magiques, doivent absolument l'en empêcher. Kendra a appris qu'un de ces objets est dissimulé dans une réserve australienne. Pour y accéder, il faut d'abord s'introduire à Wyrmroost, sanctuaire de dragons interdit aux humains. Accompagnés de leurs amis, Kendra et son frère Seth tentent alors l'impossible : pénétrer le temple des dragons, récupérer l'artefact… et rester en vie.

### La Prison Des Démons
Après de très longues années de complot, le Sphinx, chef de la maléfique Société de l'Étoile du Soir, est au point de s'emparer de la clé de la prison de Zzyxx, où sont enfermés les pires démons (dont leur roi). Kendra, son frère Seth et les Chevaliers de l'Aube doivent à tout prix l'en empêcher car si cette prison légendaire est ouverte, un chaos terrifiant envahira la planète. Le Sphinx est un ennemi très redoutable qui était autrefois leur allié. Le temps est venu de l'ultime combat contre les puissances de l'Ombre. Est-ce la fin ?

## Les personnages

### Seth Andrew Sorenson
Seth est le petit frère de Kendra et un adolescent curieux, farceur et téméraire, ce qui le mène dans des situations très dangereuses. Dans le premier livre, c’est lui qui goûte au lait magique en premier, ce qui lui permet de voir la magie. Seth est un personnage principal présent dans tous les tomes. Il manque mourir à plusieurs reprises, par exemple dans le deuxième tome de la série, la menace de l'étoile du soir, en étant avalé par une grenouille plus grosse qu’une voiture, le démon Olloch le glouton. Sa témérité lui permet néanmoins de sauver la situation à plusieurs reprises, notamment dans le second tome en combattant seul le revenant qui gardait le bosquet. Graulas lui apprend dans le quatrième tome qu'il est devenu un charmeur d'ombres après avoir retiré le clou du revenant. Seth est ainsi immunisé contre la peur magique en plus de pouvoir être presque invisible dans l'ombre.

### Kendra Sorenson
Kendra est la grande sœur de Seth. Au contraire de son frère, Kendra est très prudente. Elle a obtenu le statut de « féerique » au cours de son aventure, car les fées lui ont donné leurs bénédiction ainsi que leur reine,  ce qui lui permet de beaucoup mieux voir dans le noir, de pouvoir recharger des objets magiques et même de parler plusieurs langues apparentées au sylvien (la langue des fées). Tous ces pouvoirs lui furent donnés lors de ses aventues à partir du tome 2. Ses matières favorites à l'école sont l'anglais et l'histoire. Elle a joué dans l'équipe de foot du collège. 

### Patton Burgess
Patton est l’un des anciens gardien de la réserve Fablehaven. Pionnier dans la guerre contre la Société de l'Étoile du Soir, il a trouvé presque tous les 5 artéfacts magiques et a contribué à les protéger. Il est parvenu à vaincre des dragons, êtres surpuissants que l’on dit tuable seulement par d’autres dragons ou un magicien. Patton a rencontré la femme de sa vie dans son sanctuaire ; appelée Léna, elle était à l'origine une naïade, créature aquatique, qui a renoncé à son immortalité par amour pour lui.

### Chevaliers de l'Aube

#### Warren Burgess
C'est le frère de Dale. Il est aussi l'arrière-petit-neveu de Patton Burgess et le petit-cousin de Kendra et Seth. Il travaille pour les Chevaliers depuis dix ans, mais a passé une partie de cette période en étant un albinos plongé dans un état catatonique. Il s'est réveillé de sa torpeur lorsque Seth à enlever le clou du cou du revenant. Il suit Kendra dans la plupart de ses aventures afin de la protéger. Il est Scorpion, il aime le badminton, la plongée sous-marine et le jeu de dames chinoises.

#### Tanugatoa Dufu
Il se fait appeler Tanu. Il est un maître en potion ainsi qu'un Chevalier depuis presque vingt ans. Il apparaît pour la première fois dans le deuxième tome. Il a un physique très musclé. Il arbore, autour de son biceps, un tatouage en forme de bracelet d'épines vertes.

#### Coulter Dixon
C'est un vieil ami de grand-père Sorenson. Il apparait pour la première frois dans le 2e tome comme l'un des trois aventuriers à la recherche de l'artéfact de Fablehaven. Il est spécialisé dans les objets magiques. D'apparence maigre et nerveux, il est partiellement chauve et porte en tout temps des babioles autour de son cou ou de ses bras. Il est non seulement superstitieux, mais aussi râleur, pessimiste et vieux-jeu. Il lui manque le petit doigt ainsi qu'une partie de l'annulaire de la main gauche. Il tombe lui aussi dans un état catatonique en sacrifiant son unique cocon protecteur pour protéger Seth.

#### Dougan Fisk
Il est l'un des lieutenant des Chevaliers de l'Aube (le lieutenant de l'Est). C'est un aventurier aguerri, un alpiniste et un expert en survie.

#### Gavin Rose
Il est devenu Chevalier en même temps que Kendra. Il est le fils de Chuck Rose et, tout comme ce dernier, il arrive à dompter les dragons. Il est un « frère des dragons », statut semblable à celui de « féerique ». Mais Kendra découvre subitement ( voir tome 4 ) qu'il est en vérité Navarog (prince démon). Il a été libéré par le Sphinx alors qu'il était enfermé dans la Boîte de l'Oubli.

### Société de l'Étoile du Soir

#### Vanessa Santoro
Narcoblix ayant infiltré les Chevaliers pour le compte de la Société. D'apparence très jolie, elle a de longs cheveux noir et un teint olivâtre. Elle se décrit elle-même comme un oiseau de nuit. En tant que Chevalier, elle est spécialisée dans la capture d'animaux fabuleux. Autrefois, elle était un membre redoutable de la socièté de l'étoile du soir. Elle fut capturer lors d'une mission inachevée et changea de camp lors de son emprisonnement.
Errol ( Christopher Vogel )
Compagnon de Vanessa, qui força Seth à voler Olloch dans le magasin de pompes funèbres d'Archibald Mangum et à le réveiller, puis qui la rejoigna à Fablehaven et lacha Olloch dans le sanctuaire pour que celui-ci dévore Seth. Il se fit ensuite tuer par le gardien de l'artéfact de Fablehaven.

### Sphinx
Il est le chef de la Société de l'Étoile du Soir. Il est en vérité un humain qui utilise chaque semaine l'artéfact du Mirage vivant (la fontaine de l'immortallité). Il a changé de camp lorse que Graulas lui vola la tête de la Société de l'Étoile du Soir pour ouvrir Zzyzx selon ses règles. 

## Créatures

### Dragons

#### Camarat
Dragon à huit pattes gardant l'entrée de Wyrmroost. Il a la tête d'un lion et une fourrure rouge et or recouvre son corps. Il souffle une sorte de sérum de vérité. 

#### Hespéra
Hydre possédant 15 têtes et se trouvant dans le Temple des Dragons de Wyrmroost. Elle est vieille. Ses têtes sont squelettiques, certaines sont balafrées, séniles, éborgnées ou plus. Hespéra possède trois cous se finissant par des moignons.

#### Glommus
Vieux dragon gris et aveugle se trouvant dans le Temple des Dragons de Wyrmroost. Il répand un gaz soporifique afin d'endormir ses proies pour ensuite les dévorer. Vanessa l'a abattu en prenant contrôle du corps de Tanu.Ce dernier va se servir du cadavre de Glommus pour récolter de précieux ingrédients.

#### Siletta
Dragonne fait de poison jusqu'à la moelle et se trouvant dans le Temple des Dragons de Wyrmroost. Siletta ressemble à une immense salamandre à vingt pattes translucide. On peut voir ses veines à travers sa peau. Elle crache une substance semblable à du goudron. Seth et Kendra parviendront à la tuer en la touchant avec la corne d'une licorne. Elle fait fondre Mendigo dans de l'acide.

#### Raxtus
Petit dragon adopté par les fées dans son enfance. Il est gentil avec tout le monde, timide et un peu lâche mais ne refuse pas de l'admettre. Son souffle ne fait rien de négatif, il fait pousser les fleurs et il peut devenir invisible.
Célémant
C'est le roi des dragons. Il réside à Wyrmroost. Il possède plusieurs sortes de souffles, notamment celui de cracher du feu. C'est le père de Raxtus.
Satyres
Newel
Satyre roux et ami de Seth. C'est le meilleur ami de Doren.
Doren
Satyre brun et ami de Seth. C'est le meilleur ami de Newel. Il adore jouer au tennis et écouter la télévision avec ce dernier.
Verl
Satyre et ami de Newel et Doren. Il aime flirter et est follement amoureux de Kendra. Il possède de grands talents artistiques.

### Golem
Hugo est un golem. Il aide régulierment a faire des taches ménagères. Mais de nombreuses fois, il combattit des démons tels que : le fléau, le revenant et des démons de Zzyzx. Il est aussi doté d'une conscince graçe aux fée. Il aime aussi Seth.

## Objets magiques

### Les 5 artéfacts

#### Les Sables sacrés
Artéfact se trouvant dans la Tour inversée à Fablehaven. Il s'agit d'une théière en cuivre en forme de chat. De sa queue (le bec) se déverse une poussière dorée capable de guérir tous les maux physiques. Elle était inactive jusqu'à tant que Kendra la recharge en la touchant. Son gardien était un chat qui, chaque fois qu'il était tué, revenait à la vie sous une forme plus dangereuse.

#### Le Chronomètre
Artéfact se trouvant originellement dans la Mesa Peinte. Patton Burgess l'a changé d'emplacement et l'a caché dans le manoir de Fablehaven. Seth est parvenu à le récupérer et, accidentellement, à faire venir Patton pour trois jours. Le Chronomètre est l'un des artéfacts les plus difficiles à utiliser et on ne connaît que quelques-unes de ses fonctions.

#### L'Oculus
Cristal à multiples facettes réfractant la lumière. C'est l'artéfact le plus dangereux à utiliser du fait de sa complexité. Il permet de voir partout sous tous les angles possibles à la fois. Il peut conduire rapidement à la folie.Le démon Nagi Luna sera sa meilleur utilisatrice. 

#### Le Translocalisateur
Artéfact se trouvant dans la Pierre du Rêve. Il était caché dans la clef. Il s'agit d'un cylindre de platine composé en trois parties sur lesquelles des symboles sont gravés. Il permet de faire voyager trois personnes sur n'importe quelle distance pour autant que celle qui mène soit déjà allée à cette destination.

#### La Fontaine d'Immortalité
Artéfact se trouvant à l'origine dans le Mirage Vivant. Le Sphinx s'en est emparé il y a bien longtemps de cela. La Fontaine est faite de la troisième corne d'une licorne ( Bracken ) qu'on a ensuite utilisée comme tige pour un gobelet d'albâtre, tandis qu'on a fixé une base à l'autre bout. Si on boit dans le gobelet une fois par semaine, on cesse de vieillir.

### Potions

#### Potion gazeuse
Il s'agit d'une potion qui, lorsqu'on la boit, nous transforme en silhouette gazeuse. Sous cette forme, on ne peut ni parler, ni marcher. Pour se déplacer, on doit alors avoir l'intention d'aller quelque part pour glisser doucement dans cette direction. Lorsqu'on rencontre un quelconque obstacle alors qu'on est gazeux, on se dissout avant de se reformer. Cette potion est utile afin de fuir un danger ou de rester en vie même si on est mortellement blessé. Warren en utilise dans le 2eme tome pour survivre au blessures que lui a infligé le gardien de l'artéfact de Fablehaven.

#### Émotions en bouteille
Il s'agit d'une spécialité de la famille de Tanugatoa. On ressent une émotion particulière lorsqu'on en boit. Il existe des émotions négatives -peur, colère, gêne, souffrance- et des émotions positives -courage, calme, assurance, joie. Ces émotions, particulièrement les positives, peuvent créer de la dépendance. De plus, à forte dose, les émotions peuvent devenir incontrôlables. Kendra et Seth testeront chacun une émotion négative dans le deuxième tome en rencontrant le maître en potion. Seth boira aussi une fiole complète de courage afin de renverser la peur magique du revenant.
Potion de grandissement
Potion qui fait grandir. Tanu, Trask et Dougan l'utilise.
Potion de rapetissement
Potion qui fait énormément rétrécir. Kendra et Seth en utilisent dans le 2eme tome.

### Autres

#### Baguettes
Paire de baguettes en cuivre appartenant au Sphinx. Elles étaient mortes, vidées de toute magie, jusqu'à ce que Kendra ne les recharge en les touchant lors de sa rencontre avec le Sphinx. Ces baguettes permettent à deux personnes d’inter-changer de place sur une courte distance. Pour cela, il faut que chacune des personnes tiennent une baguette par les deux extrémités.

#### Boule de distraction
C'est un objet utilisé par Coulter pour démontrer l'effet du sortilège de distraction des grilles de Fablehaven. La boule est protégée par le même sortilège, mais d'effet moindre. Lorsqu'on tente de la récupérer après l'avoir déposer, le sort fait effet et notre attention est détournée. Seul Kendra et Coulter pourront aller la récupérer; Kendra parce que son côté féerique l'immunise et Coulter parce qu'il s'est pratiqué à focaliser son attention ailleurs que sur la boule. Seth, lui essaya à plusieurs reprises de l’attraper, mais échoua et alla par exemple cueillir des brins d'herbes au lieu de saisir la boule de distraction.

#### Cire d'umite
Cire provenant des umites, de petites fées qui se font des ruches et qui produisent de la cire d'umite. On peut utiliser cette matière pour en faire des crayons ou des bougies. Lorsqu'on écrit avec, le message reste invisible tant qu'il n'est pas éclairé par une bougie en cire d'umite. Il disparaîtra aussitôt que la flamme sera soufflée. Il est très difficile d'effacer les messages rédigés avec cette cire.

#### Gant magique
C'est un gant sans doigts en cuir appartenant à Coulter. D'apparence normal, il permet de disparaître lorsqu'on est immobile. On peut parler, cligner des yeux et respirer, mais si on tente plus, on réapparaît. Le gant ne dissimule pas les odeurs.

#### Gong
Gong miniature utilisé par le Sphinx lors de sa première rencontre avec les enfants Sorenson dans le tome 2. Tant qu'il vibre, quiconque ne faisant pas partie de la conversation ne pourra pas entendre cette dernière. 
Sac à dos extra-dimensionnel
Il est donné à Kendra pour s'enfuir du château de Torina, une lectoblix. À l'intérieur, il y a une pièce assez spacieuse, d'où on ne perçoit pas les secousses ni les chutes. Bubda, un troll solitaire, est l'habitant de cette pièce. 
Bâton de pluie
C'est un bâton que Kendra a réussi a dérober à un kachina (homme-coyote), sur la Mesa peinte. Il permet de contrôler la pluie et les orages. Il n'y en a que quelques-uns dans le monde. 
Collier de vérité
Agad, le gardien de Wyrmroost, en possède pluseurs. Attaché au cou de quelqu'un, il est impossible à enlever et oblige cette personne à dire la vérité, sinon il se resserrera et l'étranglera. Agad en a mis un à Thronis, le géant du ciel. 
Clou
Puissant artéfact des ténèbres planté dans le cou du revenant, gardien de la Tour Inversée (sanctuaire possédant l'artefact des Sables Sacrés). Seth a tué ce revenant en enlevant le clou de son cou et devient un charmeur d'ombre. Kendra le détruit grâce à l'aide de la Reine des Fées. 

### Vasilis
C'est une épée légendaire gardée par le mur des totems et Morisant ( le plus puissant sorciés ayant existé, qui aida a la fabrication de Zzyzx et qui devient un revenant.) Ces Seth qui la pris a morisant. Elle l'aida a tué Graulas ainsi que Nagi luna. Kendra l'utilisa aussi pour tué le oi des démons, Gorglorg.